# 147e méridien ouest
En géographie, le 147e méridien ouest est le méridien joignant les points de la surface de la Terre dont la longitude est égale à 147° ouest.

## Géographie

### Dimensions
Comme tous les autres méridiens, la longueur du 147e méridien correspond à une demi-circonférence terrestre, soit 20 003,932 km. Au niveau de l'équateur, il est distant du méridien de Greenwich de 16 364 km,.
Avec le 33e méridien est, il forme un grand cercle passant par les pôles géographiques terrestres.

### Régions traversées
En commençant par le pôle Nord et descendant vers le sud au pôle Sud, Le 147e méridien ouest traverse :
| Coordonnées           | Pays, territoire ou mer | Notes |
| --------------------- | ----------------------- | --- |
| 90° 00′ N, 147° 00′ O | Océan Arctique          | |
| 72° 47′ N, 147° 00′ O | Mer de Beaufort         | |
| 70° 18′ N, 147° 00′ O | États-Unis              | Alaska — les îles Stockton, au nord-est de Prudhoe Bay |
| 70° 17′ N, 147° 00′ O | Mer de Beaufort         | |
| 70° 09′ N, 147° 00′ O | États-Unis              | Alaska |
| 60° 56′ N, 147° 00′ O | Baie du Prince-William  | Passe juste à l'est de Glacier Island, Alaska, États-Unis (à 60° 53′ N, 147° 05′ O)                                                                                            |
| 60° 18′ N, 147° 00′ O | États-Unis              | Alaska — Île Montague |
| 60° 15′ N, 147° 00′ O | Océan Pacifique         | Passe juste à l'ouest de l'atoll Arutua, Polynésie française (à 15° 17′ S, 146° 53′ O) Passe juste à l'ouest de l'atoll Kaukura, Polynésie française (à 15° 39′ S, 146° 53′ O) |
| 60° 00′ S, 147° 00′ O | Océan Austral           | |
| 76° 00′ S, 147° 00′ O | Antarctique             | Liste des territoires non revendiqués |